# Oyo East
Oyo East è una delle trentatré aree a governo locale (local government areas) in cui è suddiviso lo stato di Oyo, nella Repubblica Federale della Nigeria.
Si estende su una superficie di 144 km² e conta una popolazione di  123.846 abitanti.